# Піхотна дивізія «Ван»
Піхотна дивізія «Ван» (нім. Infanterie-Division Wahn) — піхотна дивізія Вермахту за часів Другої світової війни. Участі в бойових діях не брала.

## Історія
Піхотна дивізія «Ван» сформована 17 січня 1944 року у ході 24-ї хвилі мобілізації у 6-му військовому окрузі на навчальному центрі Ван (нім. Truppenübungsplatz Wahn) поблизу Кельна, як «дивізія-тінь» (нім. Schatten-Division). Дивізію розгортали на фондах 182-ї резервної дивізії, як регулярне з'єднання, але вже у березні частка її підрозділів була спрямована на посилення 331-ї піхотної дивізії Сухопутних військ, а в липні 1944 року її підрозділи остаточно пішли на посилення 70-ї піхотної дивізії.

## Склад
| 1944                          |
| ----------------------------- |
| 1-й гренадерський полк «Ван»  |
| 2-й гренадерський полк «Ван»  |
| артилерійський дивізіон «Ван» |
| інженерний батальйон          |